# Nyanga (D.40) jezici
Nyanga (D.40) jezici, podskupina nigersko-kongoanskih jezika iz DR Konga, koju čini istoimmeni jezik nyanga [nyj] sa 150.000 govornika (1994 popis).
S podskupinama bembe (D.50), bira-huku, enya (D.10) i lega-kalanga (D.20), čini dio šire skupine centralnih bantu jezika u zoni D

## Vanjske poveznice
- Ethnologue (14th)
- Ethnologue (15th)